# Condado de Chatham (Carolina del Norte)
El condado de Chatham (en inglés: Chatham County, North Carolina), fundado en 1771, es uno de los 100 condados del estado estadounidense de Carolina del Norte. En el año 2000 tenía una población de 49 329 habitantes con una densidad poblacional de 28 personas por km². La sede del condado es Pittsboro.

## Geografía
Según la Oficina del Censo, el condado tiene un área total de 1836 km² (708,9 mi²), de la cual 1769 km² (683 mi²) es tierra y 67 km² (25,9 mi²) es agua.

### Condados adyacentes
- Condado de Orange norte
- Condado de Durham noreste
- Condado de Wake este
- Condado de Harnett sureste
- Condado de Lee sur
- Condado de Moore suroeste
- Condado de Randolph oeste
- Condado de Alamence noroeste

## Demografía
En el 2000 la renta per cápita promedia del condado era de $42 851, y el ingreso promedio para una familia era de $50 909. El ingreso per cápita para el condado era de $23 355. En 2000 los hombres tenían un ingreso per cápita de $32 980 contra $26 044 para las mujeres. Alrededor del 9.70% de la población estaba bajo el umbral de pobreza nacional.

## Lugares

### Municipios
El condado se divide en trece municipios:
Municipio de Albright, Municipio de Baldwin, Municipio de Bear Creek, Municipio de Cape Fear, Municipio de Center, Municipio de Gulf, Municipio de Hadley, Municipio de Haw River, Municipio de Hickory Mountain, Municipio de Matthews, Municipio de New Hope, Municipio de Oakland y Municipio de Williams

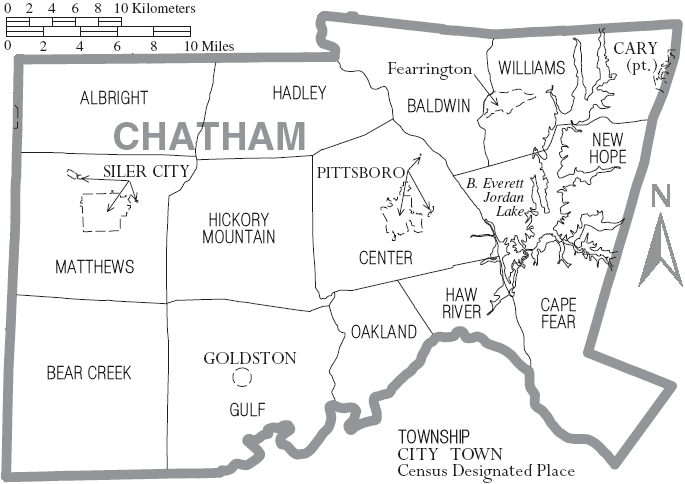
Mapa del Condado de Chatham en Carolina del Norte con sus municipios

### Ciudades y pueblos
- Moncure
- Fearrington
- Goldston
- Gulf
- Pittsboro
- Siler City

## Mayores autopistas
- U.S. 64
- U.S. 421
- U.S. 15-501-N.C. 87